# توفيق بن محمد المهندس
ذكره القفطيّ في تاريخ الحكماء، فقال عنه ما نصّه: توفيق بن محمد بن الحسين بن عبد لله بن محمد، أصله من المغرب، يكنى أبا محمد وكان ساكنًا بدمشق مهندس منجم أديب، كان من تلامذته بدمشق مشايخ يصفونه بالعلم والفهم، وكان معلمًا وله تصانيف وشعر ومحمد بن نصر بن صغير القيسراني الشاعر، أحد تلامذته في الحكمة والأدب وكانت وفاته بدمشق في صفر سنة 516 هجرية.